# Angers Sporting Club de l'Ouest
 (mai 2024).
Si vous disposez d'ouvrages ou d'articles de référence ou si vous connaissez des sites web de qualité traitant du thème abordé ici, merci de compléter l'article en donnant les références utiles à sa vérifiabilité et en les liant à la section « Notes et références ».
 (mai 2024).
Pour les articles homonymes, voir SCO.
Maillots
Actualités
Dernière mise à jour : 18 août 2025.
Angers Sporting Club de l'Ouest, couramment abrégé en Angers SCO, est un club de football français, fondé en 1919 et situé à Angers. Le club dispute ses matchs à domicile au Stade Raymond-Kopa.
Il a remporté à deux reprises le championnat de Division 2 (en 1969 et 1976), disputé par ailleurs 32 saisons en Division 1 et atteint à deux reprises la finale de la Coupe de France en 1957 (défaite 3-6 contre le Toulouse FC) et en 2017 (défaite 0-1 contre le Paris Saint-Germain). Il est présidé par Romain Chabane, fils de Saïd Chabane depuis 2023. 
Après 21 ans d'absence dans l'élite du football français, le club angevin évolue en Ligue 1 de la saison 2015-2016 à la saison 2022-2023, à l'issue de laquelle le club est relégué de nouveau en Ligue 2. Un an plus tard, terminant sa saison 2ème du classement, Angers SCO rejoint de nouveau l'élite pour la saison 2024-2025.

## Histoire
Le SCO d'Angers est né sous l'impulsion des frères Fortin, directeurs de la banque du Crédit de l'Ouest, pour former le Sporting Club du Crédit de l'Ouest (SCCO) en 1919. À sa création, il succède au club d'Angers Université Club avant de renaître en 1929-31 sur les cendres du Club Sportif Julien Bessonneau qui était jusqu'alors le plus grand club de la ville (quart de finaliste de la Coupe de France).
Le Sporting Club de l'Ouest acquiert le statut professionnel à la Libération (deux ans après son titre de champion de France amateurs 1943) en s'engageant en Division II et attire quelques vedettes du ballon rond (Alfred Aston, André Simonyi et surtout le jeune Raymond Kopa, futur Ballon d'or 1958). Plus tard, le SCO accède à la 1re division pour s'y maintenir une vingtaine d'années, de 1956 à 1981 (avec trois descentes suivies de remontées immédiates et une place de finaliste de la Coupe de France de football 1957). À cette période quelques joueurs du SCO ont la joie de porter le maillot de l'équipe de France de football (Stéphane Bruey, Jean Deloffre, Jean-Pierre Dogliani...). Au début des années 1970, le SCO aura même illuminé le championnat de France de Division I grâce au jeu offensif inspiré par son meneur de jeu et international Jean-Marc Guillou et à l'instinct de l'attaquant Marc Berdoll. Angers participa d'ailleurs à cette époque à deux matchs de la Coupe d'Europe de l'UEFA (saison 1972-1973), plusieurs saisons avant de retrouver la deuxième division dans les années 1980.
Malgré une remontée éclair dans l'élite (1993-1994), Angers-SCO descend en National (troisième division) deux ans plus tard. Retombé alors dans l'anonymat d'un club régional, le SCO oscilla entre National et Ligue 2 et sera racheté en 2006 par Willy Bernard, qui parviendra à redonner un peu de couleurs au club et recrutera notamment Olivier Pickeu comme directeur sportif et nommera Jean-Louis Garcia comme entraineur, ce qui contribuera à stabiliser sportivement le club en Ligue 2. En 2011, Stéphane Moulin sera nommé à la tête de l'équipe première alors qu'il était auparavant à la tête de l'équipe réserve et le club est racheté par Saïd Chabane qui maintient alors sa confiance au pôle sportif en place. Le club se maintiendra en Ligue 2 jusqu'en 2015, année où l'équipe accède de nouveau à la Ligue 1, 21 ans après l'avoir quittée.
Le trio Chabane-Pickeu-Moulin est alors loué pour sa complémentarité et son travail discret. Leur entente permet au club de se maintenir en Ligue 1, sans trop d'inquiétudes, 4 saisons de suite. Toutefois, en mars 2020, coup de théâtre, le club annonce par l'intermédiaire de son tout nouveau président délégué, Fabrice Favetto-Bon, nommé la veille à ce poste créé pour permettre à Saïd Chabane de prendre du recul pendant ses démêlés judiciaires, que sa collaboration avec son directeur sportif, Olivier Pickeu prend fin sans délai . Le club choisit à l'intersaison suivante Sébastien Larcier, en provenance de Dijon, comme nouveau directeur sportif. Fabrice Favetto-Bon ne parvenant pas à trouver sa place dans l'organigramme, il décide de quitter ses fonctions dès le mois d'août 2020 et est remplacé par un bon ami de Saïd Chabane, Philippe Caillot, qui occupe depuis ce poste de président délégué. À la fin de la saison 2021 et après avoir maintenu le club pour la sixième saison d'affilée en ligue 1, l'entraineur Stéphane Moulin annonce qu'il démissionne de son poste et quitte le club avec tout son staff.
La saison 2022-2023 s'avère chaotique pour le SCO d'Angers qui n'enregistre que trois victoires et cinq matchs nuls en 32 journées, pointant alors à la  dernière place du classement avec seulement 14 points. Lors de la 33e journée, la défaite  4-2 du club angevin à Rennes est définitivement synonyme de relégation en Ligue 2 après être resté 8 ans d'affilée dans l'élite du football français.
En revanche, la saison 2023-2024 voit le SCO renouer avec le succès, le club ayant enchainé, au moment de la trêve hivernale, 7 victoires d'affilée à domicile et un total de seulement 3 défaites en 19 matchs, se plaçant ainsi à la 2e place du classement.

## Identité du club

### Logos
|                                      |           |           |           |             |
| 1919-1994 (nom brodé sur le maillot) | 1994-2004 | 2004-2011 | 2011-2021 | Depuis 2021 |

### Couleurs
| Années 1960 |

| 1992 : Remontée en D1 |

| De 2006 à 2008 |

| Saison 2008-2009 |

| En 2009 |

| En 2010 |

| Maillot 2011-2012 |

| Maillot 2012-2013 |

| Maillot 2014-2015 |

Cette section ne s'appuie pas, ou pas assez, sur des sources secondaires ou tertiaires indépendantes du sujet. Le texte peut contenir des analyses inexactes ou inédites de sources primaires.
Pour l'améliorer, ajoutez-en, ou placez des modèles {{Source secondaire souhaitée}} ou {{Source secondaire nécessaire}} sur les passages mal sourcés. (février 2024)
Les premières couleurs du SCO furent le bleu (maillot et bas) et le blanc (flottant), puis le noir remplaça le bleu au cours des années 1930 car le président de l'époque trouvait cette couleur "plus seyante". Le blanc devenant dès lors la couleur dominante de la tenue jusqu'aux années 1950, le noir étant visible sur les bas et les parements (scapulaire, bande horizontale au milieu du maillot…). À partir du milieu des années 1950, le noir prit de l'importance (sur les bas et le flottant), le blanc demeurant sur le maillot avec, selon les saisons, les trois lettres "SCO" inscrites sur la poitrine gauche à l'horizontale ou en diagonale. Jusqu'en 2008, le SCO a arboré en alternance (pour plusieurs saisons consécutives) les tenues exclusivement blanches ou les tenues blanc (maillot) et noir (bas et short). Pour la saison 2008/09, le SCO a innové en adoptant un maillot blanc zébré de noir.
Les tenues de remplacement ont souvent changé de couleur : dans les années 1950, le SCO arborait soit un maillot gris (comme le chante "P'tit Jules" dans "Allez SCO") avec son flottant et ses bas noirs, soit un maillot tango. C'est ce dernier que le onze angevin porte d'ailleurs à Colombes lors de la finale de la coupe de France 1957 contre Toulouse. Lors de la décennie suivante, le vert est de rigueur sur le maillot et les bas (short blanc le plus souvent). Puis le rouge dans les années 1970-80 (maillot et bas) avec parfois un short noir. Par la suite, il y eut une myriade de couleurs de remplacement (comme lors de la dernière saison passée en D1 en 1993-94 : par exemple le maillot rayé bleu clair et blanc n'ayant servi qu'une seule fois) mais le maillot jaune accompagné du short et des bas noirs fut le plus souvent à l'honneur. Aujourd'hui, la tenue exclusivement noire accompagne le SCO dans la plupart de ses déplacements. En 2009, pour fêter ses 90 ans d'existence, le SCO a adopté une bande dorée sur le côté gauche du maillot.

## Résultats sportifs

### Palmarès
| Compétitions nationales | Compétitions régionales                                                                                             |
| --- | --- |
| Championnats - Championnat de France - Meilleure performance : 3e en 1967 - Championnat de France D2 (2) - Champion : 1969 et 1976 - Vice-champion : 1956, 1978, 1993 et 2024 - Championnat de France de National (D3) - Vice-champion : 2003 - Championnat de France amateurs (1935-1971) (1) - Champion : 1943 (Nord) Coupes - Coupe de France - Finaliste : 1957 et 2017 - Coupe d'été - Finaliste : 1992 | Championnats - Division d'Honneur de l'Ouest (1) - Champion : 1934 Coupes - Coupe de l'Ouest (1) - Vainqueur : 1941 |

Parcours en Coupe d'Europe
- Coupe UEFA 1972-1973
  - Angers SCO 1-1 Dynamo Berlin
  - Dynamo Berlin 2-1 Angers SCO

## Personnalités

### Présidents
| Nom                      | Période   |
| ------------------------ | --------- |
| Auguste Courtin          | 1924-1927 |
| André Bertin             | 1927-1939 |
| Eugène Blot              | 1939-1941 |
| Yves Huon                | 1941-1945 |
| Eugène Blot              | 1945-1946 |
| Henri Beziau             | 1946-1951 |
| Eugène Blot              | 1951-1953 |
| Jean Samain              | 1953-1963 |
| Abel Doize               | 1963-1968 |
| Jean Eveno               | 1968-1970 |
| Yves Kerjean             | 1970-1974 |
| Jean Keller              | 1974-1981 |
| Bernard Dupuis           | 1981-1982 |
| Émile-Charles Patoureaux | 1982-1985 |

| Nom                                    | Période   |
| -------------------------------------- | --------- |
| Bernard Bongibault                     | 1985-1988 |
| Jacques Tondut                         | 1988-1994 |
| Jacques Briant                         | 1994-1996 |
| André Le Du                            | 1997-1998 |
| Pierre Abraham                         | 1998-2001 |
| Éric Brachet                           | 2001-2002 |
| André Bodusseau                        | 2002      |
| Serge Martel de La Chesnaye            | 2002      |
| Philippe Doucet                        | 2002-2003 |
| Patrick Norbert                        | 2003-2006 |
| Willy Bernard                          | 2006-2011 |
| Saïd Chabane (actionnaire depuis 2011) | 2011-2023 |
| Romain Chabane                         | 2023-0000 |

### Entraîneurs
| Nom              | Période   |
| ---------------- | --------- |
| Georges Meuris   | 1942-1947 |
| André Simonyi    | 1947      |
| Roger Magnin     | 1947-1949 |
| Camille Cottin   | 1949-1951 |
| Jean Grégoire    | 1951-1953 |
| Karel Michlowski | 1953-1955 |
| Walter Presch    | 1956-1957 |
| Maurice Blondel  | 1957-1960 |
| Karel Michlowski | 1960-1962 |
| Antoine Pasquini | 1962-1968 |
| Louis Hon        | 1968-1969 |
| Lucien Leduc     | 1969-1970 |
| Ladislas Nagy    | 1970-1973 |
| Pancho Gonzales  | 1973-1974 |
| Velibor Vasović  | 1974-1976 |
| Aimé Mignot      | 1976-1979 |
| Élie Fruchart    | 1979-1981 |
| René Cédolin     | 1981      |
| Élie Fruchart    | 1981-1983 |
| Christian Letort | 1983-1984 |
| Henri Atamaniuk  | 1984-1987 |
| Pierre Garcia    | 1987-1988 |
| Hervé Gauthier   | 1988-1993 |

| Nom                    | Période   |
| ---------------------- | --------- |
| Alain de Martigny      | 1993-1994 |
| André Guesdon          | 1994-1995 |
| Bruno Steck            | 1995      |
| André Guesdon          | 1995-1997 |
| Jean-Marc Mézenge      | 1996-1997 |
| Jean-Yves Chay         | 1997      |
| Jean-Marc Mézenge      | 1997-1998 |
| Christian Dupont       | 1998-1999 |
| Denis Goavec           | 1999-2001 |
| Stéphane Mottin (en)   | 2001-2002 |
| Éric Guérit            | 2002-2003 |
| Jacky Bonnevay         | 2003-2004 |
| Noël Tosi              | 2004      |
| Roberto Morinini (de)  | 2004      |
| Noël Tosi              | 2004-2005 |
| Stéphane Paille        | 2005-2006 |
| Jean-Pascal Beaufreton | 2006      |
| Jean-Louis Garcia      | 2006-2011 |
| Stéphane Moulin        | 2011-2021 |
| Gérald Baticle         | 2021-2022 |
| Abdel Bouhazama (en)   | 2022-2023 |
| Alexandre Dujeux       | 2023-0000 |

### Joueurs
- Si vous ne connaissez pas le sujet, laissez ce bandeau (vous pouvez alors contacter les auteurs).
- Si vous supprimez le contenu mis en cause (vous pouvez préalablement contacter les auteurs),

argumentez précisément cette suppression dans la page de discussion
(un manque de référence n'est pas un argument ; une recherche réelle de référence doit avoir été effectuée, être formellement documentée).
Le joueur que l'on peut considérer comme le plus grand joueur ayant joué à Angers est Raymond Kopa, le ballon d'or 1958 et meilleur joueur de la Coupe du monde de la même année a disputé 45 matchs pour 12 buts marqués sous le maillot français avec qui il atteint la demi-finale de la Coupe du Monde, il a joué au SCO de 1949 à 1951. On retient également Jean-Marc Guillou, joueur français de l'année 1975, un des meneurs du titre de Champion de France de deuxième division en 1969 qui compte lui 19 matchs pour 3 buts avec la France, ou même Marc Berdoll, meilleur buteur du Championnat de France de deuxième division en 1976 qui a amené avec lui le SCO au titre cette année-là.

## Effectif professionnel actuel
Le premier tableau liste l'effectif professionnel d'Angers SCO pour la saison 2025-2026. Le second recense les prêts effectués par le club lors de cette même saison.
En grisé, les sélections de joueurs internationaux chez les jeunes mais n'ayant jamais été appelés aux échelons supérieurs une fois l'âge-limite dépassé ou les joueurs ayant pris leur retraite internationale.

## Structures

### Stades
Le stade est construit en 1912 sous le nom de Stade Bessonneau, il est rénové plusieurs fois pour permettre la construction de nouvelle tribune. Ainsi la tribune Saint-Léonard est construite en 1956. Le stade prend le nom de Jean-Bouin à partir de 1968. En 1993, la tribune Colombier est à son tour construite pour permettre la montée du club en Division 1. Enfin, en 2010, la butte en herbe située derrière le but est rasée pour laisser place à la tribune Courbertin. En 2017, l'enceinte change de nom pour devenir le stade Raymond-Kopa. À l'été 2017, les travaux de rénovation de la tribune Colombier débute et s'achèvent en mars 2018. Toujours dans une logique de développement du stade, les travaux de la tribune Saint Léonard ont débuté en mai 2019 pour laisser place à une tribune flambant neuve en 2022.

### Centre de formation
Depuis le début d'année 2014, le SCO a racheté les terrains de La Baumette à Angers et y a construit une structure de haut niveau sur un espace de plus de 5 hectares. Ainsi, sur cet espace, on trouve le siège social du club . Un nouveau centre d'entraînement a également été construit avec quatre terrains (trois gazons et un synthétique).

## Rivalités
Le principal compétiteur du SCO d'Angers est le FC Nantes. Les deux clubs ont été admis en 2e division en 1945 et se sont disputé la prééminence régionale pendant une dizaine d'années avant que le SCO d'Angers n'accède à la 1re division. Ils se retrouvèrent ensemble au début des années 1960 et cette rivalité prit fin au début des années 1980 avec la descente d'Angers en 2e division. Ce derby de la région Pays de la Loire était très attendu par les puristes. Le jeu à la nantaise, orchestré par Henri Michel s'opposait au jeu à l'angevine inspiré par Jean-Marc Guillou dans les années 1970. Les deux clubs cherchaient à s'inscrire au palmarès de la 1re division. Les rencontres de championnat Angers-Nantes disparurent pendant presque trente ans, du fait que les deux clubs ne participaient pas au même championnat. Dès lors le derby tomba peu à peu dans l'oubli. Mais avec la relégation du FC Nantes en Ligue 2 pour la saison 2009-2010, ce derby a refait son apparition sans connaître le même engouement.
Le derby avec le Stade lavallois est né à la fin des années 1970 lorsque le club mayennais accède à la 1re division. Les deux clubs se sont affrontés en Ligue 2 et en National. Les matchs Angers-Laval sont toujours très suivis dans les deux départements[réf. nécessaire]. Lors de la saison 2009-2010, la remontée du Stade lavallois en Ligue 2 a permis aux deux clubs de se rencontrer à nouveau, à l'image du match amical disputé le 14 juillet à Mayenne. Les rencontres Angers - Laval sont parfois le théâtre d'incidents entre les supporteurs.